# Artem Kozłow
Artem Andrijowycz Kozłow, ukr. Артем Андрійович Козлов (ur. 12 sierpnia 1992, Ukraina) – ukraiński piłkarz, grający na pozycji pomocnika.

## Kariera piłkarska

### Kariera klubowa
Wychowanek szkół piłkarskich Kremiń Krzemieńczuk oraz Metałurh Zaporoże, barwy których bronił w juniorskich mistrzostwach Ukrainy (DJuFL). Karierę piłkarską rozpoczął 31 lipca 2009 w drużynie rezerw Worskły Połtawa. Podczas przerwy zimowej sezonu 2011/12 wyjechał do Mołdawii, gdzie zasilił skład Olimpii Bielce.